# Adulación
La adulación o lisonja es una alabanza exagerada e interesada, hecha con estudio de lo que se cree que puede halagar al otro, con propósito de ganarse su voluntad para fines interesados.
La adulación es tan antigua como el mundo y ejemplo evidente de ella en tiempos modernos es la célebre frase de Luis XIV «L'État, c'est moi» («El estado soy yo»), fruto de las más desatinadas adulaciones de los cortesanos y de no pocos literatos de su época, hasta el extremo de que la Academia propuso un concurso para premiar al que desarrollara mejor la tesis «¿Cuál es la más admirable de las virtudes de Luis XIV?» que el rey tuvo el buen sentido de mandar retirar.
La adulación así rodea a los monarcas como se utiliza por los demagogos para su medro personal. No debe confundirse la adulación con el aplauso al verdadero mérito ni con la galantería.

## Iconografía
La adulación se representa en forma de una mujer vestida elegantemente que toca una flauta y está rodeada de abejas, productoras de miel y que están rodeadas de aguijones y un fuelle para significar que apaga la luz de la razón y enciende el fuego de las pasiones. Otra de sus representaciones es en la cual un hombre besa los pies del otro para su beneficio.